# Фридлендер, Саул
Сау́л (Шау́ль) Фри́длендер, также Саул П. Фридлендер (нем. Saul Friedländer, ивр. שאול פרידלנדר‎; имя при рождении Па́вел Фри́длендер; р. 11 октября 1932, Прага, Чехословакия) — израильский историк, специализирующийся на изучении Холокоста. Лауреат премии Израиля по истории 1983 года и Пулитцеровской премии за нехудожественную литературу 2008 года, премии Бальцана (2021).

## Биография
Родился в немецкоязычной еврейской семье, рос во Франции, куда семья переехала в 1939 году. В 1942—1944 годах скрывался в католической школе-интернате неподалёку от границы с Швейцарией, где его оставили родители, думавшие укрыться в нейтральной стране, однако пограничники по формальным причинам не пропустили их через границу и вернули во Францию, оттуда они были депортированы и погибли в нацистском концлагере, — сын узнал об этом лишь в 1946 году. Окончил Женевский университет, примкнул к сионистскому движению. В 1948 году переехал в Израиль, служил в армии (1951—1953). В 1953—1955 годах изучал политологию в Париже. Был секретарём Нахума Голдмана, президента Всемирной сионистской организации (WZO) и Всемирного еврейского конгресса (WJC). С 1980-х годов принимает участие в движении Шалом Ахшав.
Профессор истории в Калифорнийском университете в Лос-Анджелесе и университете Тель-Авива. Автор трудов о положении евреев при нацизме, о Холокосте и отношении к нему руководства католической церкви (папы Пия XII), написанных в рамках истории повседневности.
Труды С. Фридлендера переведены на основные европейские языки. Ему присуждены Государственная премия Израиля (1983), Премия Ганса и Софи Шолль (1998), Премия мира немецких книготорговцев (2007), Пулитцеровская премия (2008), премия Бальцана (2021).

## Заявления, оценки
Фридлендер утверждает, что до декабря 1941 года Адольф Гитлер не вынашивал планов о масштабном уничтожении евреев. Однако, если бы не было Гитлера, то не было бы Холокоста.
В предисловии к сборнику статей Яд ва-Шем, включающую одну из статей Фридлендера, его называют «самым проницательным, интеллектуально-утонченным историком и самым своеобразным стилистом среди всех, кто пишет — на каком бы то ни было языке — о Холокосте».

## Избранные труды
- Auftakt zum Untergang. Hitler und die Vereinigten Staaten von Amerika 1939—1941. Stuttgart: Kohlhammer, 1965 (в соавторстве)
- Pius XII und das Dritte Reich. Eine Dokumentation. Reinbek: Rowohlt, 1965 (в соавторстве)
- Kurt Gerstein oder Die Zwiespältigkeit des Guten. Gütersloh: Bertelsmann, 1968 (переиздавалась)
- History and Psychoanalysis: an Inquiry Into the Possibilities and Limits of Psychohistory. New York: Holmes & Meier, 1978
- Wenn die Erinnerung kommt. München: C.H.Beck, 1979 (автобиография, переиздавалась)
- Kitsch und Tod. Der Widerschein des Nazismus. München: Hanser, 1984 (несколько раз переиздавалась)
- Das Dritte Reich und die Juden. 1. Die Jahre der Verfolgung 1933—1939. München: Beck, 1998; 2. Die Jahre der Vernichtung 1939—1945, München: Beck, 2006
- Den Holocaust beschreiben. Auf dem Weg zu einer integrierten Geschichte. Göttingen: Wallstein, 2007

### Публикации на русском языке
- Эли Барнави, Саул Фридлендер. Евреи и XX век. Аналитический словарь = Les Juifs et le XXe siecle. Dictionnaire critique. — М.: Текст, Лехаим, 2004. — 1022 с. — 10 000 экз. — ISBN 5-7516-0411-3.